# Ayako Shōda
Ayako Shōda (jap. 正田 絢子, Shōda Ayako; * 3. November 1981) ist eine japanische Ringerin. Sie wurde in ihrer Laufbahn bisher viermal Weltmeisterin.

## Werdegang
Ayako Shōda begann im Alter von 6 Jahren im Jahre 1987 mit dem Ringen. Dank der Trainer Ryo Kanehama, Osama Yoshioka, Kazuhito Mimura und Kazuhito Sakae entwickelte sie sich schnell zu einer Ringerin von Weltgeltung. Die 1,63 Meter große Athletin besuchte die Universität Tokio. Sie ist jetzt (Stand: 2011) Lehrerin und Mitglied des Wrestling-Clubs der Amino-Oberschule in Amino-chō, Kyōtango.
Im Jahre 1998 wurde sie erstmals japanische Meisterin in der Gewichtsklasse bis 58 kg. Im gleichen Jahr belegte sie bei der Junioren-Weltmeisterschaft im norwegischen Fredrikstad in der gleichen Gewichtsklasse den 3. Platz. 1999 holte sie sich dann ihre ersten Meistertitel bei internationalen Meisterschaften. Zunächst wurde sie in Bukarest in der Gewichtsklasse bis 63 kg Junioren-Weltmeisterin, wobei sie im Finale gegen Anita Schätzle aus Deutschland gewann. In Hildursborg/Schweden wurde sie dann auch noch Weltmeisterin bei den Damen in der Gewichtsklasse bis 62 kg. Mit Lotta Andersson, Schweden, Annika Oertli, Deutschland, Nikola Hartmann-Dünser, Österreich, Jane Hofweber, Kanada und Meng Lili, Volksrepublik China musste sie dabei fünf starke Gegnerinnen besiegen.
In den nächsten Jahren konnte sie keine japanische Meistertitel mehr gewinnen. Das lag in erster Linie daran, dass in ihrer Gewichtsklasse auch Kaori Ichō startete, die sie nicht besiegen konnte. Auf internationaler Ebene feierte sie aber weiterhin Erfolge, auch wenn sie bis zum Jahre 2005 nicht mehr bei Weltmeisterschaften eingesetzt wurde. In den Jahren 2000 in Seoul, 2001 in Ulaanbaatar, 2003 in New Delhi und 2006 in Alma Ata wurde sie Asienmeisterin in der Gewichtsklasse bis 62 kg (bis 2001) bzw. 63 kg (seit 2002). In den jeweiligen Endkämpfen besiegte sie dabei Meng Lili, Su Kun-kua, China, Geetika Jahkar, Indien und Jelena Schalygina aus Kasachstan. Im Jahre 2000 wurde sie in Nantes auch noch einmal Junioren-Weltmeisterin, wobei sie u. a. Sara McMann, USA, Monika Ewa Michalik, Polen und Darija Nasarowa aus Russland besiegte. Schließlich wurde sie im Jahre 2004 in Lodz und 2005 in Izmir auch noch Universitäten-Weltmeisterin und gewann beim Welt-Cup 2005 in Clermont-Ferrand vor Sally Roberts aus den Vereinigten Staaten.
Seit dem Jahre 2005 startete Ayako Shōda, um Kaori Ichō aus dem Wege zu gehen, hinter der sie in den Jahren 2002 bis 2004 japanische Vizemeisterin der Gewichtsklasse bis 63 kg geworden war, in der Gewichtsklasse bis 59 kg. Im Jahre 2005 wurde sie dann in Budapest auch wieder bei einer Weltmeisterschaft eingesetzt. In ihrer neuen Gewichtsklasse wurde sie mit Siegen über Alka Tomar aus Indien, Julia Ratkewitsch aus Aserbaidschan, Lene Aanes, Norwegen, Ida-Theres Nerell, Schweden und Marianna Sastin aus Ungarn in überlegenem Stiel zum zweiten Mal Weltmeisterin. Mit 27:1 Punkten in den fünf Kämpfen erzielte sie dabei ein Punkteverhältnis, das an das normalerweise von Kaori Ichō erzielte heranreichte. Bei der japanischen Meisterschaft 2005 im Dezember dieses Jahres gelang es ihr aber trotzdem nicht zum zweiten Mal japanische Meisterin zu werden, denn sie unterlag dort im Finale der früheren Weltmeisterin Seiko Yamamoto.
2006 wurde sie in Guangzhou  nach Siegen über Alka Tomar, Otschirbatyn Nasanburmaa, Mongolei, Ludmila Cristea, Moldawien und Su Lihui, China erneut Weltmeisterin in der Gewichtsklasse bis 59 kg, während sie bei der Weltmeisterschaft 2007 in Baku nach Siegen über Leigh Jaynes aus den Vereinigten Staaten und Agata Pietrzyk aus Polen gegen Natalja Sinischin aus der Ukraine unterlag und dadurch nur auf dem 7. Platz kam. Im Jahre 2008 unternahm Ayako Shōda keinen Versuch, sich für die Olympischen Spiele in Peking zu qualifizieren. Sie hätte dazu wieder in die Gewichtsklasse bis 63 kg wechseln müssen, sah aber keine Siegeschance gegen Kaori Icho. Sie ging 2008 aber bei den Weltmeisterschaften in Tokio an den Start und wurde dort mit Siegen über Kestan Kiazowa, Kirgisistan, Deanna Rix, USA, Elvira Mursalowa, Aserbaidschan und Natalja Golz, Russland zum vierten Mal Weltmeisterin.
2009 wurde sie dann nach elfjähriger Pause zum zweitenmale japanische Meisterin. Sie besiegte dabei im Endkampf der Gewichtsklasse bis 59 kg Kei Yamana. Im Jahre 2010 ging sie auch noch einmal bei der Weltmeisterschaft in Moskau an den Start. Dabei verlor sie nach Siegen über Sona Ahmadli, Aserbaidschan und Olga Kalinina, Kasachstan, gegen Sorondsonboldyn Battsetseg aus der Mongolei äußerst knapp und umstritten nach Punkten (1:2 Runden bei 8:8 Punkten). Im  Kampf um eine der WM-Bronzemedaillen besiegts sie Tonya Verbeek aus Kanada.

## Internationale Erfolge
| Jahr | Platz | Wettbewerb                                     | Gewichtsklasse | Ergebnisse |
| 1998 | 3.    | Junioren-WM in Fredrikstad/Norwegen            | bis 58 kg      | hinter Sandrine Seve, Frankreich und Swetlana Gratschowa, Russland |
| 1999 | 1.    | Junioren-WM in Bukarest                        | bis 63 kg      | vor Anita Schätzle, Deutschland, Lotta Andersson, Schweden und Jelena Perepelkina, Russland                                                                                       |
| 1999 | 1.    | WM in Hildursborg/Schweden                     | bis 62 kg      | nach Siegen über Lotta Andersson, Annika Oertli, Deutschland, Nikola Hartmann-Dünser, Österreich, Jane Hofweber, Kanada und Meng Lili, Volksrepublik China                        |
| 2000 | 1.    | Asien-Meisterschaften in Seoul                 | bis 62 kg      | vor Meng Lili und Seo Mi-suk, Südkorea |
| 2000 | 1.    | Junioren-WM in Nantes                          | bis 63 kg      | nach Sieg über Tara Rose Hedican, Kanada, Niederlage gegen Lotta Andersson und Siegen über Sara McMann, USA, Monika Ewa Michalik, Polen und Darija Nasarowa, Russland             |
| 2001 | 1.    | Asien-Meisterschaften in Ulaanbaatar           | bis 62 kg      | vor Su Kun-kua, China und Otschirbatyn Mjagmarsüren, Mongolei |
| 2001 | 6.    | Junioren-WM in Martigny/Schweiz                | bis 63 kg      | Siegerin: Tara Rose Hedican vor Darija Nasarowa |
| 2003 | 1.    | Asien-Meisterschaften in New Delhi             | bis 63 kg      | vor Geetika Jakhar, Indien und Hang Jin-young, Südkorea |
| 2003 | 8.    | Welt-Cup in Tokio                              | bis 63 kg      | Siegerin: Kaori Icho, Japan vor Sara McMann |
| 2004 | 1.    | Universitäten-WM in Lodz                       | bis 63 kg      | vor Helen Hennick, Kanada und Olga Chilko, Belarus |
| 2004 | 1.    | Canada-Cup in Guelph                           | bis 63 kg      | vor Helen Hennick und Viola Yannick, beide Kanada und Nikola Hartmann-Dünser |
| 2005 | 1.    | Welt-Cup in Clermont-Ferrand                   | bis 59 kg      | vor Sally Roberts, USA, Jocelin Rojas Urbira, Venezuela und Natalja Sinischin, Ukraine                                                                                            |
| 2005 | 1.    | Universitäten-WM in Izmir                      | bis 59 kg      | vor Justyna Barciak, Polen, Lee Yeon-mi, Südkorea und Breanne Leigh Graham, Kanada                                                                                                |
| 2005 | 1.    | WM in Budapest                                 | bis 59 kg      | nach Siegen über Alka Tomar, Indien, Julia Ratkewitsch, Aserbaidschan, Lene Aanes, Norwegen, Ida-Theres Nerell, Schweden und Marianna Sastin, Ungarn                              |
| 2006 | 1.    | Asien-Meisterschaften in Alma-Ata              | bis 63 kg      | vor Jelena Schalygina, Kasachstan, Gao Pei, China und Hang Jin-young |
| 2006 | 1.    | Golden-Grand-Prix in Baku                      | bis 59 kg      | vor Ida-Theres Nerell, Audrey Prieto, Frankreich und Natalja Iwanowa, Russland |
| 2006 | 1.    | WM in Guangzhou                                | bis 59 kg      | nach Siegen über Alka Tomar, Otschirbatyn Nasanburmaa, Mongolei, Ludmila Cristea, Moldawien und Su Lihui, China                                                                   |
| 2007 | 7.    | WM in Baku                                     | bis 59 kg      | nach Siegen über Leigh Jaynes, USA und Agata Pietrzyk, Polen und einer Niederlage gegen Natalja Sinischin                                                                         |
| 2008 | 1.    | WM in Tokio                                    | bis 59 kg      | nach Siegen über Nestan Kiasowa, Kirgisistan, Deanna Rix, USA, Elvira Mursalowa, Aserbaidschan und Natalja Golz, Russland                                                         |
| 2010 | 1.    | Welt-Cup in Nanjing                            | bis 59 kg      | vor Deanna Rix und Katerina Dombrowska, Aserbaidschan |
| 2010 | 3.    | WM in Moskau                                   | bis 59 kg      | nach Siegen über Sona Ahmadli, Aserbaidschan und Olga Kalinina, Kasachstan, einer Niederlage gegen Sorondsonboldyn Battsetseg, Mongolei und einem Sieg über Tonya Verbeek, Kanada |
| 2011 | 1.    | Sunkist-Kids-Intern.-Open in Phoenix (Arizona) | bis 59 kg      | vor Amanda Hendey und Jazzie Barker, beide USA |
| 2012 | 2.    | New-York-Athletic-Club-International           | bis 63 kg      | hinter Danielle Lappage, Kanada, vor Jennifer Page, USA |

## Japanische Meisterschaften
| Jahr | Platz | Gewichtsklasse | Ergebnisse                                                   |
| 1998 | 1.    | bis 58 kg      |                                                              |
| 2002 | 2.    | bis 63 kg      | hinter Kaori Ichō, vor Mimi Sugawara und Kayoko Shimada      |
| 2003 | 2.    | bis 63 kg      | hinter Kaori Ichō, vor Eri Sakamoto und Hiroe Suzuki         |
| 2004 | 2.    | bis 63 kg      | hinter Kaori Ichō, vor Saki Kanazawa und Erika Matsukawa     |
| 2005 | 2.    | bis 59 kg      | hinter Seiko Yamamoto, vor Mio Nishimaki und Rena Iwama      |
| 2006 | 2.    | bis 63 kg      | hinter Kaori Ichō, vor Saori Watanabe und Maki Tsukamoto     |
| 2007 | 2.    | bis 72 kg      | hinter Kyōko Hamaguchi, vor Hiroe Suzuki und Ayako Murashima |
| 2008 | 3.    | bis 59 kg      | hinter Kei Yamana und Erika Nakata                           |
| 2009 | 1.    | bis 59 kg      | vor Kei Yamana, Ayako Satō und Yurika Itō                    |
| 2010 | 3.    | bis 59 kg      | hinter Takako Saitō und Kayoko Shimada                       |

## Erläuterungen
- alle Wettkämpfe im freien Stil
- WM = Weltmeisterschaft